# Canosio
Canosio (piemontiul: Cianeus, okcitánul: Chanuelhas) település Olaszországban, Piemont régióban, Cuneo megyében. Lakosainak száma 78 fő (2023. január 1.). Canosio Acceglio, Argentera, Pietraporzio, Prazzo, Sambuco és Marmora községekkel határos.

## Népesség
A település népessége az elmúlt években az alábbi módon változott:
| Lakosok száma | 80   | 83   | 78   |
|               | 2017 | 2018 | 2023 |